# NGC 2165
NGC 2165 is een open sterrenhoop in het sterrenbeeld Voerman. Het hemelobject werd op 12 februari 1831 ontdekt door de Britse astronoom John Herschel.